# ヴァンドゥーヴル＝レ＝ナンシー
ヴァンドゥーヴル＝レ＝ナンシー （Vandœuvre-lès-Nancy）は、フランス、グラン・テスト地域圏、ムルト＝エ＝モゼル県の都市。

## 地理
ヴァンドゥーヴル＝レ＝ナンシーは、ナンシーの南西に位置し、標高の高い東から標高の低い西へ伸びる形状をしている。

## 歴史
ヴァンドゥーヴルの地名の起源には様々な説明がなされており、その中には『ヴァンダル族の作品』を意味するラテン語Vandalorum opusが起源であるとするものがあった。しかしこの説は地名学では19世紀以降下火となっている。ケルト語のVindobriga（vindoは白い、-brigaは高い場所にある砦）ではないかとする説もある。
19世紀までワイン生産を行う小村であった。20世紀初頭、丘陵にあるワインの村は斜面が急な通り、道路を見下ろせるよう固定されたワイン・セラーが特徴であった。1906年、RN74道路に面して競輪場がつくられた。
1957年に都市開発区をヴァンドゥーヴルで建設するという決定で、ヴァンドゥーヴルは自治をナンシーに対して維持し、ナンシーはヴァンドゥーヴルとつながることで欠点を補うことになった。都市開発区の工事は建築家アンリ＝ジャン・カルサに委託され、コミューン内の様々な部分は広く散在し、単一の集合体に参加しているように設計された。
現在はナンシー第一大学、地域圏立ナンシー病院、テクノポール・ド・ナンシー＝ブラボワなど大型インフラ施設が集まる。

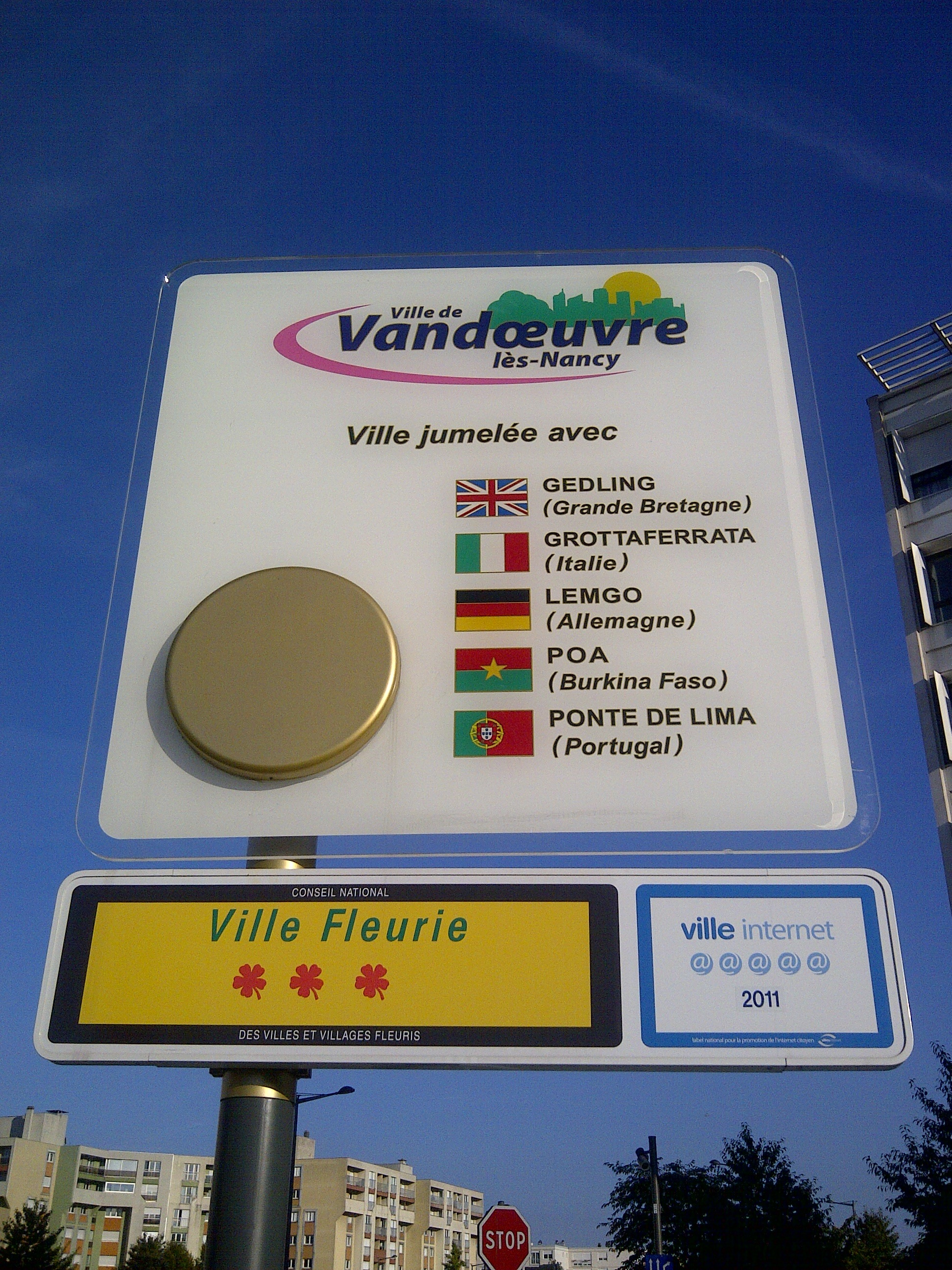
Vandœuvre-lès-Nancy

## 姉妹都市
- レムゴー、ドイツ
- グロッタフェッラータ、イタリア
- ポンテ・デ・リマ、ポルトガル
- ゲドリング、イギリス
- ポア、ブルキナファソ